# Julia Flores Colque
Julia Flores Colque (26 octobre 1900 ? – 24 août 2019) était une Bolivienne qui prétendait avoir atteint une longévité exceptionnelle. Si son âge déclaré était exact, elle aurait été plus âgée que la supercentenaire Kane Tanaka. Elle entre dans la catégorie des cas de longévité incertains, n'ayant pas été vérifiés par le Livre Guinness des Records ou par le Centre de recherche gérontologique.

## Biographie
Julia Flores Colque serait née le 26 octobre 1900 dans un camp minier des montagnes boliviennes. Durant son enfance, elle élevait des moutons et des lamas dans les hautes terres boliviennes jusqu'à son adolescence, lorsqu'elle déménagea dans une vallée, où elle commença à vendre des fruits et légumes. Elle ne s'est jamais mariée et n'a pas eu d'enfants.
Flores Colque vivait à Sacaba, en Bolivie. En 2018, on a rapporté qu'elle était tombée quelques années auparavant et s'était blessée au dos. La mairie et une fondation privée ont amélioré sa maison en construisant un chemin en briques où elle se promène, ainsi qu'une douche et des toilettes avec rampe pour qu'elle puisse se rendre aux toilettes en toute sécurité la nuit.
Flores Colque est décédée le 24 août 2019 à l'âge déclaré de 118 ans et 302 jours.

## Controverse sur son âge
Les certificats de naissance n'existaient pas en Bolivie avant 1940, et les naissances étaient auparavant enregistrées au moyen de certificats de baptême délivrés par des prêtres catholiques. La carte d'identité nationale de Flores Colque a été certifiée par le gouvernement bolivien, mais il s'agit d'un document de fin de vie. Le Guinness des records n'a reçu aucune demande la concernant, et elle a elle-même déclaré ne jamais avoir entendu parler du livre.